# Férmion de Majorana
O férmion de Majorana é um férmion que é sua própria antipartícula. O conceito foi inicialmente proposto pelo físico italiano Ettore Majorana em 1937. O termo é muitas vezes usado em oposição ao férmion de Dirac, que descreve férmions que não são sua própria antipartícula.
Com exceção do neutrino, todos os férmions do Modelo Padrão são conhecidos por se comportarem como férmions de Dirac a baixas energias (após a quebra de simetria eletrofraca), nenhum sendo um férmion de Majorana. A natureza dos neutrinos ainda está em discussão (eles podem ser tanto férmions de Dirac quanto de Majorana).
Em física da matéria condensada, estados ligados de férmions de Majorana podem aparecer como excitações de quasipartículas, isto é, como o comportamento coletivo de um conjunto de partículas ao invés de apenas uma única partícula. Nesse caso esses férmions são governados por uma estatística não-Abeliana.
Nenhum férmion de Majorana foi descoberto livre na natureza como uma partícula elementar no entanto, os cientistas examinaram a superfície perto das “ilhas” ferromagnéticas de sulfeto de európio e viram o sinal disparar energia quase zero na superfície superior do ouro. Segundo os cientistas, os sinais devem ser gerados por pares de férmions de Majorana. Acredita-se que o neutralino possa ser um férmion de Majorana.

## Férmion de Majorana - um Híbrido de Partícula e Antipartícula
O físico Ettore Majorana (italiano) previu em 1937, a existência de partículas que são suas próprias antipartículas e agora, depois de 75 anos de buscas, cientistas holandeses podem ter descoberto os férmions de Majorana.
Quando um elétron - de carga negativa - encontra um pósitron - sua antipartícula, com carga positiva - eles se aniquilam mutuamente com a emissão de um flash de Raios gama.
Tudo no nosso universo é feito de matéria – estrelas, planetas, nós. Desde o início do século 20, no entanto, os físicos sabem que cada partícula de matéria tem a sua anti-partícula, que é idêntica à sua contraparte, mas tem uma carga oposta.
Em 1937, o físico Ettore Majorana pensou: “E se uma partícula tivesse carga nula?” e a resposta que ele encontrou foi que esta partícula seria sua própria anti-partícula, e elas não se aniquilariam ao contato, porque qualquer uma delas seria ao mesmo tempo a partícula e a anti-partícula.
Por definição teórica,  um férmion de Majorana é uma partícula neutra que é a sua própria antipartícula, mas nenhum experimento até hoje, nem mesmo dos grandes aceleradores de partículas, como o LHC, encontrou qualquer avistamento de férmions de Majorana.
Mesmo não sendo partículas comuns, que possam existir livre, os físicos afirmam que um acelerador de partículas poderia detectar e encontrar os férmions de Majorana, embora o LHC não tenha a sensibilidade necessária para isso.
Muitos físicos acreditam que os férmions de majorana podem ser encontrados em sistemas de estado sólido, pois nos materiais condutores de eletricidade, existe um análogo da antimatéria: os elétrons (negativos) e as lacunas (positivas), um desaparecendo ao se encontrar com o outro, ou seja, assim como partículas e antipartículas não podem coexistir, elétrons e lacunas também não.
Fernando Butinholle (Planetary Society), relata que os físicos idealizaram um experimento no qual elétrons e lacunas podem ser preservados sem se fundirem, combinando materiais supercondutores com isolantes topológicos, que são um tipo de material que conduz eletricidade apenas em sua superfície, mas quando são unidos, os dois materiais criam um padrão de campos elétricos em sua interface que pode evitar que os elétrons caiam nas lacunas, eventualmente permitindo a formação dos férmions de Majorana.
E foi isso o que fizeram Vincent Mourik e seus colegas das universidades de Delft e Eindhoven e o grupo acredita ter localizado os férmions de Majorana dentro dos nanofios de um tipo muito estranho de transístor, construído por eles com supercondutores e isolantes topológicos.
Quando o transístor supercondutor foi colocado sob um campo magnético, os cientistas observaram um pico de sinal de tunelamento, em energia zero. O sinal resistiu a variações do campo magnético e da tensão aplicada ao transístor.
O sinal de pico desapareceu quando foram eliminados os "ingredientes" propostos teoricamente como necessários para a formação dos férmions de Majorana - como o campo magnético, ou quando eles trocaram a porção supercondutora do transístor por um fio normal.
Segundo os autores da experiência, seus resultados oferecem evidências da existência dos férmions de Majorana em "nanofios supercondutores acoplados".
Férmions de Majorana não são partículas, ou pequenas quantidades de matéria, no sentido que são considerados os elétrons ou os neutrinos: eles são quasipartículas, como os plásmons de superfície, - mas que se comportam de forma muito parecida com uma partícula "autêntica", o que permite sua detecção.
Segundo Fernando Butinholle, membro da Planetary Society, os físicos continuam tentando evidenciar, como alguns teóricos propõem, se um neutrino pode ser realmente sua própria antipartícula. Portanto, se isso for confirmado, o neutrino também pode ser considerado um férmion de Majorana.
Além do interesse da física fundamental, os férmions de Majorana têm grande utilidade na computação quântica, pois quando dois férmions de Majorana são movimentados um em relação ao outro, cada um deles mantém a memória da sua posição anterior e isto permitiria a construção de computadores quânticos extraordinariamente estáveis e praticamente imunes à influência externa.
Outros cientistas apontam para a importância dos férmions de Majorana na escala cosmológica: eles acreditam que eles possam ser o constituinte fundamental da matéria escura, uma matéria que é detectada apenas por seus efeitos gravitacionais, mas que ninguém sabe ainda do que se trata.
A observação agora relatada dos férmions de Majorana foi indireta e portanto, não totalmente conclusiva, embora otimizações no experimento - como a redução da temperatura do semicondutor - possam gerar resultados mais precisos e práticos no futuro.
Todas tentativas anteriores de se encontrar o elusivo férmion de Majorana foram muito promissores, mas ainda assim, não forneceram as evidências definitivas e conclusivas de sua existência. Em 2014, alguns pesquisadores acreditam ter descoberto um método fundamental para a detecção da partícula de Majorana, que potencialmente permitirá confiáveis QuBits serem desenvolvido.

## Descoberta
Em 2017, pesquisadores encontraram evidências de partículas que são suas próprias antipartículas. Esses férmions poderiam um dia ajudar a tornar os computadores quânticos mais robustos.

## Experimento Double Chooz
O experimento Double Chooz, integra universidades e institutos de pesquisa do Brasil, Inglaterra, França, Alemanha, Japão, Rússia, Espanha e EUA - este experimento se dedica a medir oscilações de neutrinos com precisão jamais atingidas, ao observar antineutrinos produzidos num reator nuclear próximo.
Esse experimento começou a coletar dados em 2011 e na conferência LowNu realizada na Coréia do Sul neste mesmo ano, a colaboração anunciou seus primeiros resultados, relatando novos dados consistentes com 'oscilações de curto alcance' e que são baseados na observação do "desaparecimento" de antineutrinos no fluxo esperado produzido pelo reator nuclear.
Apesar de esta ser a interpretação corrente, alguns cientistas acreditam que não exista um antineutrino, mas que os neutrinos são suas próprias antipartículas - o que segundo Fernando Butinholle do Instituto de Geociências e Ciências Exatas da Universidade de São Paulo, caracterizaria o neutrino como sendo um férmion de Majorana por definição, mas estes cientistas ainda estão tentando provar e verificar isto em um experimento chamado EXO (Enriched Xenon Observatory), nos Estados Unidos.